# Шапиро, Майкл (композитор)
Майкл Шапиро (англ. Michael Jeffrey Shapiro, род. 1 февраля 1951, Бруклин, Нью-Йорк) — американский композитор, дирижёр и пианист, писатель
, музыкальный консультант.

## Биография
Майкл Шапиро родился в семье музыкантов. Изучал (композицию) в Джульярдской школе у Эли Зигмайстер (Elie Siegmeister) и Винсента Персикетти (Vincent Persichetti), дирижирование у Карла Бамбергера в Маннес-колледже. В юношестве он был победителем различных пианистических конкурсов.
Майкл Шапиро в течение двух лет служил музыкальным консультантом Мемориального музея Холокоста в Вашингтоне, Округ Колумбия. Он является членом Совета попечителей Союза Дирижёров и работает ассистентом дирижёра в Zurich Opera Studio. Шапиро регулярно исполняет премьеры своих сочинений с The Chappaqua Orchestra. В 2003 году композитор написал музыку для фильма Frankenstein режиссёра James Whale.
Шапиро сочиняет во многих стилях — фортепианные работы, камерная и оркестровая музыка, музыка для кино и телешоу. Сочинения композитора широко исполняются в США, Канаде и Европе. Он получил множество наград и премий. Первыми публичными исполнениями музыка Шапиро обязана Национальному Общественному Радио (National Public Radio), Канадской Системе Радиовещания (Canadian Broadcasing System), Руководству Радиовещания Израиля (the Israel Broadcasting Authority), а также крупнейшим радио и теле-станциям Нью-Йорка, включая WQXR и WCBS-T. Также музыкант получал премии и гранты от ассоциации помощи композиторам имени Марты Бэйрд Рокфеллер (Martha Baird Rockefeller Composer’s Assistance), Товарищество путешественников Генри Эванса из Колумбийского университета (Henry Evans Traveling Fellowship of Columbia University) и других.
«Нью-Йорк Таймс» охарактеризовала музыку Майкла Шапиро как «обладание редким мелодическим даром».
Майкл Шапиро — автор книги «The Jewish 100», перевод которой вышел в московском издательстве «Вече» в 2003 году под названием «100 великих евреев».